# Ciucurova
Ciucurova es una comuna ubicada en el distrito de Tulcea, Rumania.

## Superficie
Posee una superficie de 151,7 kilómetros cuadrados.

## Demografía
Hasta 2021 la población era de 1725 habitantes, con una densidad de población de 11,37 habitantes por kilómetro cuadrado.